# Édouard Jean-Marie Stephan
 Édouard Jean-Marie Stephan, francoski astronom, * 31. avgust 1837, St Pezenne , † 31. december 1923.

## Življenje in delo
Stephan je bil dolgo predstojnik Observatorija Marseille. Priznava se mu soodkritje periodičnega kometa 38P/Stephan-Oterma, čeprav ga je prvi videl Jérôme Coggia.
Največ se je posvečal meglicam.
Odkril je skupino petih galaksij, ki so znane kot Stephanov kvintet (Arp 319). Odkril je tudi galaksijo NGC 6027.
1. ↑  podatkovna baza Léonore — ministère de la Culture.
2. ↑  Annuaire prosopographique : la France savante — 2009.